# Wexford (hrabstwo)
Wexford (irl. Contae Loch Garman, ang. County Wexford) – hrabstwo położone na południowym wschodzie Irlandii, w prowincji Leinster. Przed podbojem normańskim było częścią królestwa Uí Cheinnselaig ze stolicą w Ferns.

## Toponimia
Hrabstwo Wexford wzięło nazwę od głównego miasta – Wexford (staronord. Veisafjǫrðr lub Waesfjord w znaczeniu „mulista, błotnista zatoka”).

## Geografia
Najwyższym punktem w hrabstwie jest góra Leinster (795 m n.p.m.). Gospodarka oparta głównie na rolnictwie, występuje też dużo cech charakterystycznych dla rejonów nadmorskich.

## Historia
Wexford było miejscem anglo-normańskiej inwazji w roku 1169 na rozkaz Diarmuida MacMurrough Kavanagha, króla Leinsteru, co doprowadziło do późniejszych kolonizacji przez Anglików. Głównie okręgi hrabstwa Bargy i Forth były największymi skupiskami średniowiecznych angielskich osadników. W rejonie tym aż do XIX wieku używano języka yola, wywodzącego się z języka średnioangielskiego. Hrabstwo Wexford było jednym z regionów, w których głównie rozgrywała się rewolucja irlandzka. Stoczone zostały tutaj doniosłe bitwy, pod Enniscorthy i Boolavogue, przypomniane później w balladzie.
Carnsore Point stało się sławne po tym, jak chciano wybudować tam elektrownię jądrową. Teraz znajdują się tam wiatraki pozyskujące prąd.

## Przyroda
Południowo-wschodni Wexford jest ważnym miejscem dla dzikich ptaków – North Slob jest domem dla 10 000 gęsi białoczelnych, które przybywają tu każdej zimy, podczas gdy latem jezioro Lady's Island jest ważnym miejscem dla rybitw, szczególnie dla rybitwy różowej.

## Miasta i wioski
- Castlebridge
- Curracloe
- Enniscorthy
- Gorey
- New Ross
- Wexford
- Courtown

Główny port:
- Rosslare Europort